# ميراي بيرير
ميراي بيرير (بالفرنسية: Mireille Perrier)‏ هي ممثلة فرنسية، ولدت في 14 نوفمبر 1959 في فرنسا.

## وصلات خارجية
- ميراي بيرير على موقع IMDb (الإنجليزية)
- ميراي بيرير على موقع ألو سيني (الفرنسية)
- ميراي بيرير على موقع أول موفي (الإنجليزية)
- ميراي بيرير على موقع قاعدة بيانات الأفلام السويدية (السويدية)
- ميراي بيرير على موقع قاعدة بيانات الفيلم (الإنجليزية)
- ميراي بيرير على موقع كينوبويسك (الروسية)